# الجهاد (المنيا)
قرية الجهاد  هي إحدي القرى التابعة لمركز العدوة بمحافظة المنيا في جمهورية مصر العربية. حسب إحصاءات سنة 2006، بلغ إجمالي السكان في الجهاد 4309 نسمة، منهم 2216 رجل و2093 امرأة.